# اسلاکباش (شهرستان بلاگووارسکی، باشقیرستان)
اسلاکباش (انگلیسی: Slakbash, Blagovarsky District, Republic of Bashkortostan) یک شهرک در شهرستان بلاگووارسکی باشقیرستان کشور روسیه است.